# Potamalosa richmondia
Potamalosa richmondia ist eine von zwei Arten aus der Familie der Heringe (Clupeidae), die überwiegend im Süßwasser von Australien vorkommen. Der schwarmbildende Fisch wird dort Freshwater Herring genannt.

## Merkmale
Die Fische dieser Art können bis zu 32 cm lang werden, meist sind es jedoch nur 15 cm. Der Körper ist schlank und seitlich abgeflacht. Die Schwanzflosse ist tief gekerbt. Der Fisch ist silbrig gefärbt mit einem leicht grünlichen Schimmer, besonders zum Rücken hin. Zwei undeutliche Silberstreifen verlaufen längs des Körpers unterhalb der Mittellinie.
Die Standardlänge beträgt das 2,8–3,2fache der Körperhöhe. Die Rückenflosse besteht aus 15–18, die Afterflosse aus 15–17, die Brustflossen aus 15–19 und die Bauchflossen aus 8 Flossenstrahlen. Die Anzahl der vertikalen Schuppenreihen beträgt 41–48, die der horizontalen Schuppenreihen 11–12.

## Verbreitung und Habitat
Potamalosa richmondia bewohnt nur die küstennahen Süßgewässer von New South Wales und dem Osten Victorias. Die Art ist insgesamt nicht sehr häufig, scheint aber auch nicht gefährdet. Am häufigsten ist sie in den Flüssen nördlich von Sydney zu finden.
Die Fische bewohnen gewöhnlich klare, moderat fließende Flüsse. Sie sind aber auch in träge fließenden Tieflandflüssen, in Ästuaren und wahrscheinlich auch im Meerwasser zu finden.

## Lebensweise
Potamalosa richmondia sind schnelle Schwimmer, die im Schwarm auftreten. Ansonsten ist kaum etwas über ihre Lebensweise bekannt. Es wird vermutet, dass es katadrome Wanderfische sind, da in den Monaten Juli bis August eine Wanderung flussabwärts in die Ästuare, wahrscheinlich zum Ablaichen, beobachtet wurde.
Die Nahrung der Fische besteht aus Würmern, kleinen Krebstieren und Insekten.